# Deserto de Nyiri
O Deserto de Nyiri também chamado de Nyika ou Tarudesert é um deserto localizado no sul do Quênia. Está localizado a leste do Lago Magadi e também entre os Parques Nacionais de Amboseli, Tsavo West e Nairobi. Grande proporção do Distrito de Kajiado está entre o deserto de Nyiri. Sua aridez é causada pela sombra de chuva do Monte Kilimanjaro.

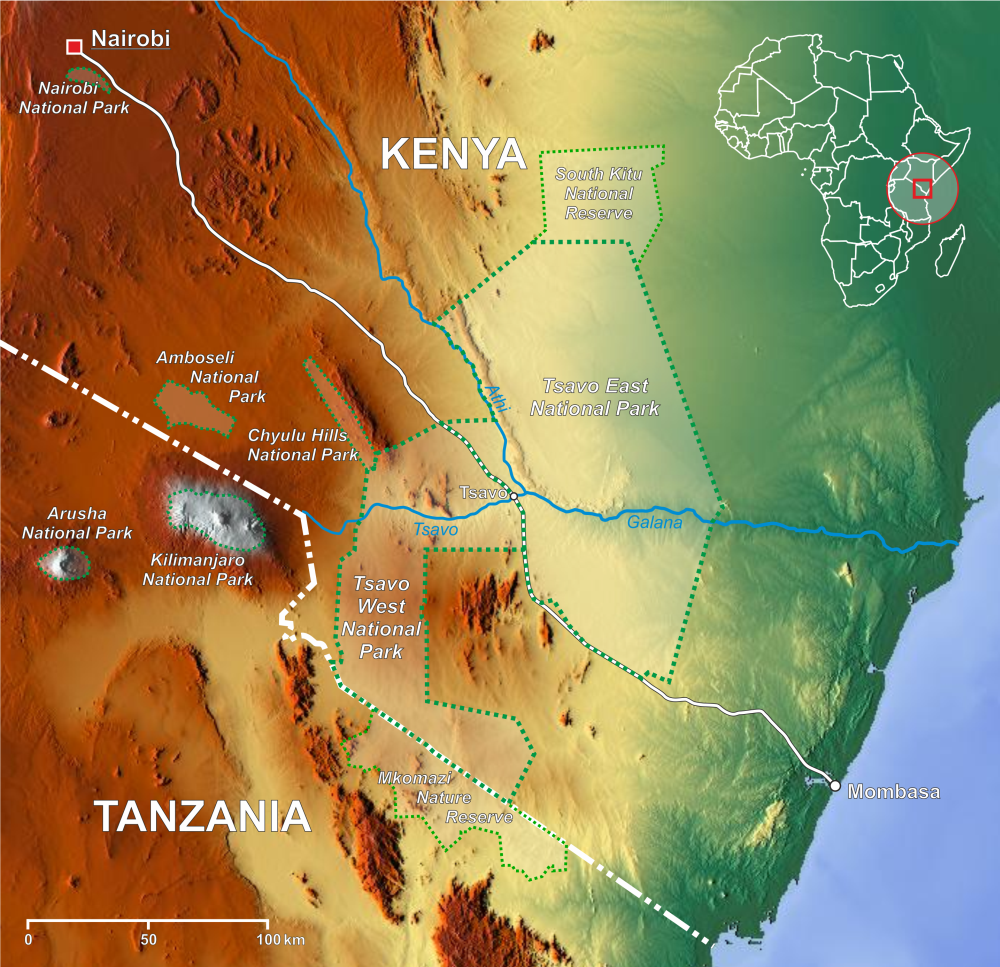
Mapa do Deserto de Nyiri